# Aiguamúrcia
Aiguamúrcia è un comune spagnolo di 648 abitanti situato nella comunità autonoma della Catalogna. Nel territorio comunale è compreso il monastero cistercense di Santes Creus.

## Il monastero
Nel monastero cistercense della Santa Croce sono seppelliti, tra gli altri, anche principi e reali -tra cui la regina Bianca di Napoli- nonché molti altri uomini illustri, anche italiani, come l'ammiraglio Ruggiero di Lauria.